# جاي فيرغسون (موسيقي أمريكي)
جاي فيرغسون (بالإنجليزية: Jay Ferguson)‏ هو موسيقي ومغني أمريكي، ولد في 10 مايو 1947 في بربانك في الولايات المتحدة.

## وصلات خارجية
- جاي فيرغسون على موقع IMDb (الإنجليزية)
- جاي فيرغسون على موقع ميوزك برينز (الإنجليزية)
- جاي فيرغسون على موقع ديسكوغز (الإنجليزية)
- جاي فيرغسون على موقع قاعدة بيانات الفيلم (الإنجليزية)